# Ruellia curviflora
Ruellia curviflora är en akantusväxtart som beskrevs av Christian Gottfried Daniel Nees von Esenbeck och Mart.. Ruellia curviflora ingår i släktet Ruellia och familjen akantusväxter. Inga underarter finns listade i Catalogue of Life.